# Gahn (släkt)
Gahn är en svensk släkt som sannolikt är utgrenad från den skotska släkten Govan från Peeblesshire söder om Edinburgh. Släkten inkom till Sverige före 1639 med en Hans (John) Gahn d.ä. Släkten har inget samband med den skotska adelsätten Colquhoun.
Den 25 december 2024 var 71 personer med efternamnet Gahn bosatta i Sverige.

## Historia
Den äldsta säkerställda stamfadern är borgaren i Falun, Hans Gahn d.y., nämnd tidigast 1645 (Gaun) som anges vara skotte i samtida dokument. En ättling till Hans Gahn var generalmajoren Carl Pontus Gahn som adlades 1809 under namnet Gahn af Colquhoun (uttalas kahóon) och nummer 2204 men slöt själv ätten. Flera medlemmar av släkten har skaffat sig ett namn på bergshanteringens och naturvetenskapernas områden. De borgerliga grenarna är sinsemellan indelade i Falugrenen, Kåfallagrenen och Främsbackagrenen.